# Tur
För andra betydelser, se Tur (olika betydelser).

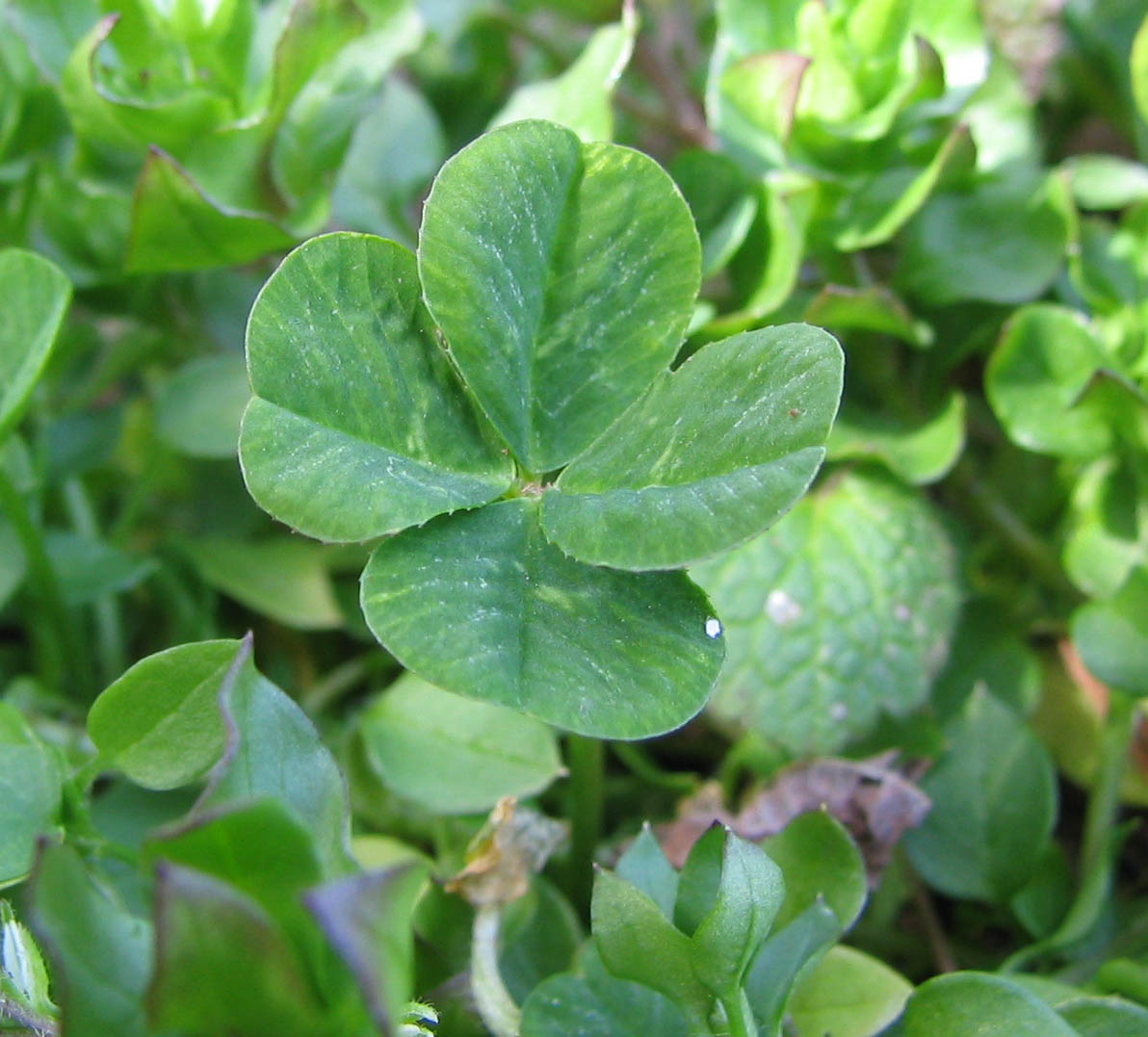
En fyrklöver sägs föra tur med sig.

Tur och otur är händelser som – baserat på tro eller vidskeplighet – uppfattas som ödesbestämda, trots att de utifrån sett är slumpmässiga. En person som det går bra för kan sägas ha tur, särskilt om sannolikheten för att det skulle gå bra var låg. Omvänt om det går dåligt kallas det otur.
Begreppet tur används ibland för att missunnsamt beskriva välförtjänt framgång, för att förminska den.
Enligt vissa skrock kan man påverka sin tur. Det finns många olika föremål som sägs bringa tur med sig, såsom fyrklöver, hästskor och hartassar.
"Tur är den skickliges belöning" är ett välkänt ordspråk. Dock finns alltjämt invändningar mot detta ordspråk inom den filosofiska debatten med avseende på att det även är tur att vara skicklig. Det kan vara tur att ha förmågan, tiden eller resurser att skaffa sig den erforderliga skickligheten. 
Enligt detta, något mer utvecklade resonemang kan inte tursamhetens existens ifrågasättas med något som skicklighet. Däremot kan detta resonemang, i sin tur, egentligen inte mynna ut i något annat än att världen är determinerad och att allt som då sker är ödesförutbestämt på ett eller annat vis och detta kan vara svårt att ta till sig och dessutom, kanske omöjligt att bevisa. Således är det av ren svårförklarbarhet, ifråga om turens/turbarhetens existens med allt vad dessa begrepp innebär, vanligt och bekvämt att säga att skicklighet står över tur.